# Medaille van Verdienste van de Neder-Oostenrijkse Mobilisatie in 1797

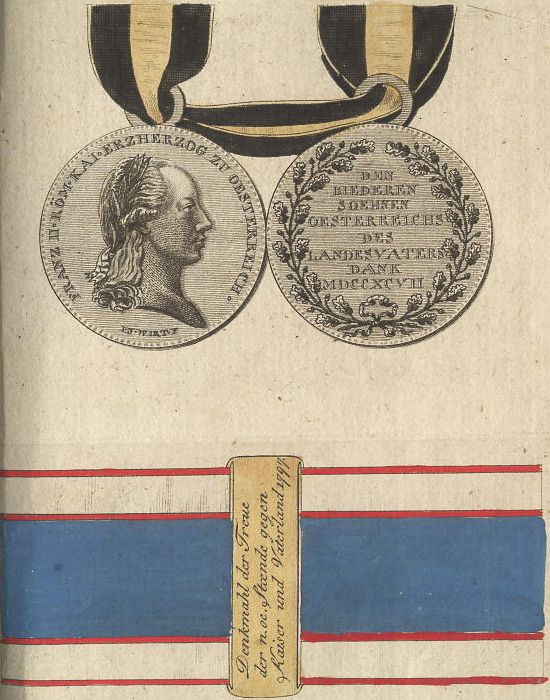

De Medaille van Verdienste van de Neder-Oostenrijks Mobilisatie in 1797 (Duits: Verdienstmedaille des Niederösterreichischen Mobilisierungsaufgebotes von 1797) was een Oostenrijkse onderscheiding. De medaille werd in 1797 ingesteld door keizer Frans II van het Heilige Roomse Rijk en wordt ook wel "Niederösterreichische Aufgebotsmedaille" genoemd.

## Gebruik
De medaille beloonde de mobilisatie van de bevolking van Neder-Oostenrijk. De Habsburgse heersers, zij regeerden ook over Neder-Oostenrijk, vochten sinds 1792 tegen het revolutionaire Frankrijk. In 1796 en 1797 had de oorlog de rand van de Alpen bereikt. De Franse revolutionaire legers waren "volkslegers". Voor het eerst werden alle weerbare jonge mannen opgeroepen voor een periode van militaire dienstplicht. De Habsburgers kenden, net als de andere Europese absolutistische vorsten alleen legers die bestonden uit huurlingen of met dwang gerekruteerde soldaten. Oostenrijk probeerde met een eigen mobilisatie tegenweer te bieden.

## Beeltenis
Op de voorzijde van de ronde zilveren medaille is een naar rechtsgewende kop van een gelauwerde Frans II afgebeeld.
Het rondschrift luidt "Franz II. Röm. Kai. Erzherzog zu Oesterreich". Onder de kop staat in kleine letters de signatuur "I.N. Wirt.F."
Op de keerzijde staat binnen een eikenkrans "Den biederen Soehnen Oesterreichs des Landesvaters Dank MDCCXCVII". Die Zweckinschrift ist von einen Eichenlaubkranz eingefasst.
Deze zilveren medaille werd aan een verticaal in twee gelijke banen rood-wit gestreept zijden lint op de linkerborst, of in het knoopsgat van de geklede jas, gedragen. Het typisch Oostenrijkse driehoekig lint was in die tijd nog niet ingevoerd.